# Zamek w Żukowie Starym
Zamek w Żukowie Starym – zamek zbudowany pod koniec XIV w. na niewielkim wzniesieniu.

## Historia
Zamek w Żukowie nadany został w 1516 roku przez króla Polski Zygmunta I Starego Boguszowi Bohowitywowi, podskarbiemu ziemskiemu. Po nim zamek otrzymała jego żona-wdowa, z domu Sanguszkówna. Około 1570 roku nowym właścicielem zamku został Michał Działyński, podkomorzy chełmski. Kilka lat później zamek należy do kniazia Aleksandra Prońskiego. W 1587 roku pożyczył on od księcia Janusza Zasławskiego kwotę 4000 kóp groszy litewskich a jako zastaw dał 13 wsi oraz zamek w Żukowie. Na początku XVIII w. właścicielami zamku zostali ks. Czartoryscy, którzy pisali się książętami "na Klewaniu i Żukowie", ponieważ należał do nich także zamek w Klewaniu. W XIX wieku dobra te były własnością rządu rosyjskiego.